# Nausítous
Nausítous (en grec antic: Ναυσίθοος) va ser un rei dels feacis, fill de Posidó i de Peribea, filla del rei Eurimedont, que regnava sobre un poble de gegants.
Nausítous regnava al país dels feacis quan aquests encara no vivien a Corfú, sinó a Hiperea d'on van ser expulsats pels ciclops, i, conduïts per ell, es van establir a Esquèria. Se'l considera pare d'Alcínous, el rei que va acollir Odisseu i el va ajudar a tornar a Ítaca, i de Rexènor.
Un altre Nausítous va ser el pilot de Teseu que pilotava la nau que va conduir l'heroi a Creta, a lluitar contra el minotaure. Teseu li va erigir un santuari.
Higí parla d'un tercer Nausítous, fill d'Odisseu i de Circe, que, quan va desencantar els companys de l'heroi convertits en porcs, va compartir llit amb Odisseu i li va donar dos fills, Nausítous i Nausínous. La Teogonia d'Hesíode, diu que és fill d'Odisseu i de Calipso.